# SCUMS
SCUMS è l'ottavo album studio del gruppo giapponese Nightmare. L'album venne pubblicato in tre differenti versioni: due edizioni limitate (di tipo A e B) che contengono DVD con diverse tracce bonus e la terza edizione (di tipo C) contiene due tracce extra. L'album raggiunse l'8ª posizione nella classifica Oricon.

## Tracce
1. My Name is SCUM – 1:36
2. ASSaulter – 3:43
3. mimic – 3:48
4. riddle – 3:47
5. ame to yoru ni ochite – 5:43
6. DISSEMBLE – 3:30
7. ERRORs – 3:40
8. owaru sekai no hajimari wa kinari – 4:22
9. -Droid- – 4:31
10. 404 – 4:34
11. I'm Not – 5:11
12. Deus ex machina – 4:24
13. BLACK OUT – 3:55
14. BEHIND THE MASK – 4:02

Edizione A (limitata)
1. ASSaulter PV

Edizione B (limitata)
1. owaru sekai no hajimari wa kinari PV

Edizione C
1. BLACK OUT – 3:55
2. BEHIND THE MASK – 4:02